# Trachelomegalus modestior
Trachelomegalus modestior är en mångfotingart som beskrevs av Chamberlin. Trachelomegalus modestior ingår i släktet Trachelomegalus och familjen Pachybolidae. Inga underarter finns listade i Catalogue of Life.